# Ewa Olliwier
Eva Viola Elisabet Olliwier dite Ewa Olliwier est une plongeuse suédoise née le 13 janvier 1904 à Stockholm et morte le 7 août 1955 à Stockholm.

## Biographie
Ewa Olliwier est médaillée de bronze en plongeon haut simple aux Jeux olympiques d'été de 1920 à Anvers, quatrième en plongeon sur tremplin aux Jeux olympiques d'été de 1924 à Paris et médaillée de bronze en plongeon en haut-vol aux Championnats d'Europe 1927 à Bologne.